# 松平容大
松平 容大（まつだいら かたはる）は、明治時代の知藩事、華族。会津松平家11代で陸奥斗南藩主（知事）。

## 生涯
明治2年（1869年）6月、藩領を没収された前会津藩主・松平容保の長男として誕生した。母は容保の側室・佐久。同年11月3日（12月5日）、会津松平家の再興を許されて、容大は新たに陸奥国北郡・三戸郡・二戸郡内で3万石を与えられた。斗南藩と称した。なお、明治3年（1870年）1月、戊辰戦争の処罰として命じられていた藩士の謹慎を解かれた。同年5月15日（6月13日）、版籍奉還により知藩事に就任し、従五位を与えられた。明治4年7月15日（1871年8月30日）、廃藩置県により、斗南藩は斗南県となり、知藩事職を免じられた。
明治17年（1884年）7月、華族令により子爵を授けられる。
幼少時より御家再興の期待をかけられ育てられた容大だったが、長じてからはこれに激しく反抗するようになる。父や旧家臣も手をつけられぬ問題児となった容大は明治20年（1887年）10月、校則違反により学習院を退学処分となる。明治21年（1888年）4月、前年の事件に関し、華族としての品位を汚したものの、若年であることを理由に譴責処分を見送られる。同年、旧藩士・山川浩、山本覚馬の斡旋により、補育役の会津出身者・兼子重光とともに同志社英学校に入学する。しかしここでも校則違反により退学問題が発生したが、兼子ら学生の嘆願運動により、処分は見送られた。奔放な容大も兼子の助言だけはこののち聞き入れるようになったという。明治26年（1893年）、東京専門学校（現在の早稲田大学）行政科を卒業した。
明治26年（1893年）、一年志願兵として陸軍に入り、日清戦争に参加した。明治28年（1895年）、少尉に任官した。後に騎兵大尉まで累進した。明治35年（1902年）10月、家計窮迫のため、明治天皇から現金を支給される。明治39年（1906年）3月24日には貴族院子爵議員補欠選挙で選ばれて、死去するまで在任した。

## 家族
父母
- 松平容保（父）
- 佐久 - 田代孫兵衛の娘、側室（母）

妻
- 松平鞆子 - 松平武聰の娘

養子
- 松平保男 - 実弟